# Peziza megalochondra
Peziza megalochondra är en svampart som först beskrevs av Le Gal, och fick sitt nu gällande namn av Donadini 1978. Peziza megalochondra ingår i släktet Peziza och familjen Pezizaceae.   Inga underarter finns listade i Catalogue of Life.